# Kiesby
Kiesby (tiếng Đan Mạch: Kisby) là một đô thị thuộc huyện Schleswig-Flensburg, trong bang Schleswig-Holstein, nước Đức. Đô thị Kiesby có diện tích 3,66 km², dân số thời điểm 31 tháng 12 năm 2006 là 220 người.